# 1995-ös Formula–1 brit nagydíj
A brit nagydíj volt az 1995-ös Formula–1 világbajnokság nyolcadik futama.

## Futam
Silverstone-ban a pole-pozíciós Hill kétkiállásos taktikán volt Schumacher egy kiállásával szemben. Hill második kiállása után Schumacher mögé tudott csak visszajönni. A brit a 46. körben előzni próbált a Priory kanyarban de mindketten kipördültek és kiestek. A versenyt Johnny Herbert nyerte, amely első F1-es futamgyőzelme volt. A versenyt egy ideig Coulthard is vezette, de boxutcai sebességkorlátozás túllépése miatt büntetéssel sújtották, így harmadik lett Alesi mögött.
| Helyezés | #  | Versenyző                | Csapat/Motor       | Futott körök | Idő/Kiesés oka      | Rajthely | Pontszám |
| -------- | -- | ------------------------ | ------------------ | ------------ | ------------------- | -------- | -------- |
| 1        | 2  | Johnny Herbert           | Benetton-Renault   | 61           | 1:34:35,093         | 5        | 10       |
| 2        | 27 | Jean Alesi               | Ferrari            | 61           | +16,479             | 6        | 6        |
| 3        | 6  | David Coulthard          | Williams-Renault   | 61           | +23,888             | 3        | 4        |
| 4        | 26 | Olivier Panis            | Ligier-Mugen-Honda | 61           | +1:33,168           | 13       | 3        |
| 5        | 7  | Mark Blundell            | McLaren-Mercedes   | 61           | +1:48,172           | 10       | 2        |
| 6        | 30 | Heinz-Harald Frentzen    | Sauber-Ford        | 60           | +1 kör              | 12       | 1        |
| 7        | 23 | Pierluigi Martini        | Minardi-Ford       | 60           | +1 kör              | 15       |          |
| 8        | 4  | Mika Salo                | Tyrrell-Yamaha     | 60           | +1 kör              | 23       |          |
| 9        | 29 | Jean-Christophe Boullion | Sauber-Ford        | 60           | +1 kör              | 16       |          |
| 10       | 24 | Luca Badoer              | Minardi-Ford       | 60           | +1 kör              | 18       |          |
| 11       | 14 | Rubens Barrichello       | Jordan-Peugeot     | 59           | Ütközés             | 9        |          |
| 12       | 16 | Bertrand Gachot          | Pacific-Ilmor      | 58           | +3 kör              | 21       |          |
| Kiesett  | 22 | Roberto Moreno           | Forti-Ford         | 48           | Motorhiba           | 22       |          |
| Kiesett  | 1  | Michael Schumacher       | Benetton-Renault   | 45           | Ütközés             | 2        |          |
| Kiesett  | 5  | Damon Hill               | Williams-Renault   | 45           | Ütközés             | 1        |          |
| Kiesett  | 9  | Massimiliano Papis       | Footwork-Hart      | 28           | Kicsúszás           | 17       |          |
| Kiesett  | 3  | Katajama Ukjó            | Tyrrell-Yamaha     | 22           | Kifogyott üzemanyag | 14       |          |
| Kiesett  | 17 | Andrea Montermini        | Pacific-Ilmor      | 21           | Kicsúszás           | 24       |          |
| Kiesett  | 8  | Mika Häkkinen            | McLaren-Mercedes   | 20           | Elektronika         | 8        |          |
| Kiesett  | 28 | Gerhard Berger           | Ferrari            | 20           | Kerék               | 4        |          |
| Kiesett  | 25 | Martin Brundle           | Ligier-Mugen-Honda | 16           | Kicsúszás           | 11       |          |
| Kiesett  | 10 | Inoue Taki               | Footwork-Hart      | 16           | Kicsúszás           | 19       |          |
| Kiesett  | 21 | Pedro Diniz              | Forti-Ford         | 13           | Váltó               | 20       |          |
| Kiesett  | 15 | Eddie Irvine             | Jordan-Peugeot     | 2            | Elektronika         | 7        |          |

## A világbajnokság élmezőnyének állása a verseny után
| H  | Versenyzők         | Pont | H  | Konstruktőrök    | Pont |
| -- | ------------------ | ---- | -- | ---------------- | ---- |
| 1. | Michael Schumacher | 46   | 1. | Benetton-Renault | 58   |
| 2. | Damon Hill         | 35   | 2. | Ferrari          | 49   |
| 3. | Jean Alesi         | 32   | 3. | Williams-Renault | 46   |
| 4. | Johnny Herbert     | 22   | 4. | Jordan-Peugeot   | 13   |
| 5. | David Coulthard    | 17   | 5. | McLaren-Mercedes | 10   |

- A Benetton-Renault és a Williams-Renault csapatok szabálytalan üzemanyag használata miatt nem kapták meg az brazil nagydíjon a nekik járó pontokat.

## Statisztikák
Vezető helyen:
- Damon Hill: 32 (1-22 / 32-41)
- Michael Schumacher: 13 (23-31 / 42-45)
- Johnny Herbert: 14 (46-48 / 51-61)
- David Coulthard: 2 (49-50)

Johnny Herbert 1. győzelme, Damon Hill 8. pole-pozíciója, 10. leggyorsabb köre.
- Benetton 19. győzelme.